# Labex
 (août 2023).
Si vous disposez d'ouvrages ou d'articles de référence ou si vous connaissez des sites web de qualité traitant du thème abordé ici, merci de compléter l'article en donnant les références utiles à sa vérifiabilité et en les liant à la section « Notes et références ».
LabEx (ou Labex, mot-valise fabriqué à partir de la contraction de Laboratoire d'excellence) est un des instruments du programme d'investissements d'avenir, destiné à soutenir la recherche d'ensemble d'équipes sur une thématique scientifique donnée.

## Historique et principes
À la suite des travaux de la Commission Juppé-Rocard en 2009, le programme Investissements d'avenir s’est vu confier une enveloppe globale de 35 milliards d’euros (puis 12 milliards supplémentaires en 2014) pour que la France se place à la pointe de l’innovation.
Parmi les appels à projets lancés par le gouvernement français. l’appel LabEx (Laboratoire d'excellence) avait pour objectif de doter des moyens significatifs les unités de recherche ayant une visibilité internationale, pour leur permettre de faire jeu égal avec leurs homologues étrangers.
En 2019, 103 laboratoires d'excellence ont été prolongés pour une durée de 5 ans. 